# Johann Christian Harleß
Johann Christian Friedrich Harleß (født 11. juli 1773 i Erlangen, død 13. marts 1853 i Bonn) var en tysk læge. Han var søn af Gottlieb Christoph Harleß samt farbror til Adolf og Emil Harleß.
Harleß tog først den filosofiske doktorgrad, derefter den medicinske 1794 (Dissertatio historiam physiologiæ sanguinis antiquissimæ exhibens, senere udgivet som Versuch einer Geschichte der Physiologie des Blutes im Altertume). Han nedsatte sig i sin fødeby, blev privatdocent der (Neurologiæ primordia) og derefter ekstraordinær professor 1794, og nåede en sådan berømmelse for sin lærdom, at mange universiteter søgte at knytte ham til sig, men han blev i Erlangen, hvor han 1814 blev ordentlig professor. Da universitetet i Bonn oprettedes 1818, kaldtes han til det og indrettede der de kliniske anstalter. Præmium Harlessianum stiftedes ved hans 50 års doktorjubilæum.
Harleß' arbejder er dels historiske, dels intern-medicinske (epidemiologiske). Han skrev dysenteriens historie; forfattade arbejder om Archigenes og Apollonius samt om Asklepiaderne. Harleß udgav Servilius Democrates' værker på latin og græsk (1833). Desuden publicerede han sine egne undersøgelser over gul feber (1805) og kolera (1831). Væsentlig er hans Handbuch der ärztlichen Klinik (1817—26) og hans oversættelser af medicinske klassiske værker (Antonio Scarpa, Valeriano Luigi Brera).